# Cratère de la terre de Wilkes
Pour les articles homonymes, voir Wilkes.

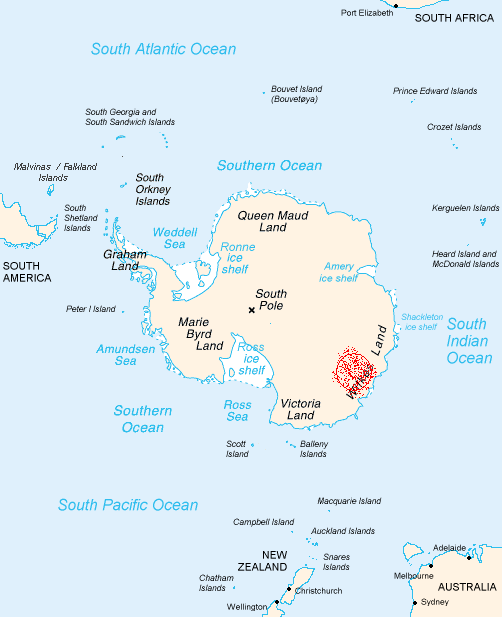
Cratère de la terre de Wilkes.

Le cratère de la terre de Wilkes est un cratère d'impact hypothétique situé en Antarctique. La structure géophysique découverte mesure approximativement 500 km de diamètre et date d'entre 100 et 500 millions d'années.

## Découverte
La réplétion (ou mascon) de la terre de Wilkes est centrée aux coordonnées 70° S, 120° E. La structure a été découverte par des satellites de la Nasa de la mission GRACE qui ont mesuré des anomalies gravitationnelles dues aux différences de densité des roches du sous-sol. Elle est décrite pour la première fois lors d'un colloque en 2006 par une équipe de chercheurs dirigée par Ralph von Frese et Laramie Potts de l'université d'État de l'Ohio,. S'il s'agit d'un cratère d'impact, alors à partir de la grandeur de la structure, l'équipe de Frese suggère que l'impacteur pourrait être de quatre à cinq fois plus grand que celui qui a créé le cratère de Chicxulub et qui pourrait avoir provoqué l'extinction Crétacé-Tertiaire.
Sa découverte fait suite aux recherches concernant l'extinction de masse du Permien-Trias. D'autres recherches sont évidemment à mener pour préciser les caractéristiques de ce vestige éventuel de cratère d'impact, comme pour celui de Chicxulub.
Parce que sur Terre, les réplétions ont tendance à se dissiper, à long terme, Frese et ses collègues pensent que la structure est vieille de moins de 500 millions d'années. Ils notent aussi qu'elle apparaît avoir été perturbée par la vallée de rift qui s'est formée entre les plaques Antarctique et Australie, il y a environ 100 millions d'années lors de l'éclatement du supercontinent Gondwana.